# Miyunreservoaren
Miyunreservoaren eller Miyun Shuiku (kinesiska: 密云水库) är en reservoar i Kina.   Den ligger i Miyun norr om Peking, i den nordöstra delen av landet, 80 km nordost om huvudstaden Peking. Miyun Shuiku ligger 143 meter över havet. Arean är 122 kvadratkilometer. I omgivningarna runt Miyun Shuiku växer i huvudsak blandskog. Den sträcker sig 16,7 kilometer i nord-sydlig riktning, och 22,9 kilometer i öst-västlig riktning.
Jingmikanalen börjar vid Miyunreservoaren.